# USS Fitch (DD-462)
«Фітч» (англ. USS Fitch (DD-462) — військовий корабель, ескадрений міноносець типу «Глівз» військово-морських сил США за часів Другої світової війни.
«Фітч» був закладений 6 січня 1941 року на верфі Boston Navy Yard у Бостоні, де 14 червня 1941 року корабель був спущений на воду. 3 лютого 1942 року він увійшов до складу ВМС США.

## Історія служби
Після введення до строю «Фітч» увійшов до складу 20-го дивізіону есмінців, до якого входили також «Форрест», «Гобсон», «Коррі», які разом з 19-м дивізіоном есмінців компонували 10-ту ескадру есмінців на чолі з «Еллісон», у свою чергу — 4-ту флотилію есмінців з флагманом «Вейнрайт» Атлантичного флоту США.

### 1943
На початку липня 1943 року есмінець узяв участь у військових навчаннях за планом операції «Камера», яка мала за мету проведення тренування в діях флоту щодо недопущення прориву німецького лінкору «Тірпіц» з Кофіорду до Північної Атлантики. У навчаннях брали участь авіаносець «Ф'юріос», лінкори «Герцог Йоркський», «Саут Дакота», крейсер «Глазго», есмінці «Махратта», «Мілн», «Маскітер», «Метеор», «Еллісон», «Еммонс», «Фітч», «Макомб», «Родман».
26 липня «Фітч» діяв за планом демонстраційної операції «Говернор», метою якої визначалось зімітувати проведення конвою до південної Норвегії та в такій спосіб виманити німецький «Тірпіц» із захищеного норвезького фіорда. Операція розпочалась виходом з ісландського Хваль-фіорду групи кораблів «A», що виконували роль приваби: авіаносця «Іластріас», лінкорів «Енсон» та «Алабама», есмінців «Махратта», «Мілн», «Маскітер», «Метеор», «Еммонс», «Фітч», «Макомб», «Родман».
19 листопада 1943 року оперативна група британського флоту, до якої входили й американські кораблі, забезпечували прикриття конвою JW 54A.